# Kasteel van Staden
Het kasteel van Staden was een kasteel in de West-Vlaamse gemeente Staden.
Het kasteel werd rond het jaar 1100 gebouwd. Het lag midden in een bosrijk gebied. Van dit bos rest nu nog het zogenaamde Houthulstbos. Het kasteel was in de late middeleeuwen in het bezit van leenheren uit Ieper en voor een stukje van het Brugse Vrije.  Het lag strategisch op een heuvelrug vlak bij de heirbaan Ieper-Brugge.  Het kasteel was omgeven door een groot slot en was stevig ommuurd.   Het diende ook voor een korte tijd als schepenbank.
In de Eerste Wereldoorlog  zou het kasteel nog een tijdje onderdak geboden hebben aan veldmaarschalk Von Hindenburg.  Het werd in 1917 verwoest door Engels geschut.
Op de plaats waar het kasteel stond, is een rustbank geplaatst. Vanaf de heuvelrug heeft men een vergezicht en zijn ook de resten van de slotgracht zichtbaar. 
Locatie van de rustbank is aan de Kasteeldrevestraat op: 50° 56′ 57″ NB, 3° 0′ 15″ OL